# Риджбері Тауншип (округ Бредфорд, Пенсільванія)
Риджбері Тауншип (англ. Ridgebury Township) — селище (англ. township) в США, в окрузі Бредфорд штату Пенсільванія. Населення — 1905 осіб (2020).

## Демографія
Згідно з переписом 2010 року, у селищі мешкало 1978 осіб у 768 домогосподарствах у складі 571 родини. Було 940 помешкань
Расовий склад населення:
| - 98,7 % — білих - 0,4 % — чорних або афроамериканців - 0,2 % — азіатів - 0,1 % — вихідців з тихоокеанських островів |

До двох чи більше рас належало 0,5 %. Частка іспаномовних становила 0,7 % від усіх жителів.
За віковим діапазоном населення розподілялося таким чином: 22,4 % — особи молодші 18 років, 61,9 % — особи у віці 18—64 років, 15,7 % — особи у віці 65 років та старші. Медіана віку мешканця становила 43,4 року. На 100 осіб жіночої статі у селищі припадало 104,8 чоловіків;  на 100 жінок у віці від 18 років та старших — 104,1 чоловіків також старших 18 років.
Середній дохід на одне домашнє господарство  становив 59 845 доларів США (медіана — 52 788), а середній дохід на одну сім'ю — 67 116 доларів (медіана — 57 946). Медіана доходів становила 46 250 доларів для чоловіків та 29 615 доларів для жінок. За межею бідності перебувало 17,4 % осіб, у тому числі 34,4 % дітей у віці до 18 років та 7,7 % осіб у віці 65 років та старших.
Цивільне працевлаштоване населення становило 813 осіб. Основні галузі зайнятості: освіта, охорона здоров'я та соціальна допомога — 23,2 %, виробництво — 18,2 %, роздрібна торгівля — 11,8 %, будівництво — 7,7 %.